# Astragalus neolipskyanus
Astragalus neolipskyanus — вид квіткових рослин з родини бобових (Fabaceae). Ареал охоплює такі країни: Казахстан, Киргизстан, Узбекистан.

## Середовище
Висоти: 500–1750 метрів. Зустрічається на дрібнозернистих, кам'янистих або лучних степах біля передгір'їв гірських хребтів Каратау та Коржантау. Природний ареал цього виду повністю лежить у межах гарячої точки біорізноманіття в Горах Центральної Азії, і низка випадків його появи була задокументована в межах компонентів охоронних територій Західного Тянь-Шаню, об'єкта всесвітньої спадщини. Більшість низовинних передгір'їв давно перетворені на сільськогосподарські угіддя, головним чином для вирощування бавовни та зернових. Перетворення земель для випасу худоби по всій гарячій зоні відбувається в низовинах і передгір'ях взимку та на височини влітку, що призводить до втрати луків.

## Характеристика
Це невеликий багаторічний кущ, до 35–50 см заввишки.

## Використання
Вид використовувався як корм.